# 다카하시 겐이치
다카하시 겐이치(일본어: 高橋 厳一, 1980년 6월 28일~)는 일본의 전 축구 선수이다.

## 선수 경력
1999년 청소년 구단에서 지역 구단인 우라와 레즈에 합류했다. 5월 8일, 주빌로 이와타를 상대로 데뷔전을 치렀다. 이후 2008년까지 J리그의 우라와 레즈, 몬테디오 야마가타에서 활동하였다.